# エディソン・アスコナ
エディソン・アレハンデル・アスコナ・ベレス（スペイン語: Edison Alexander Azcona Vélez、2003年11月21日 - ）は、ドミニカ共和国とアメリカ合衆国のサッカー選手。ドミニカ共和国代表。ポジションはFW。

## クラブ歴
インテル・マイアミCFの下部組織出身。2020年7月18日にセカンドチームのフォートローダーデールCFで選手初出場。同年11月にリーグの年間最優秀若手選手賞にノミネートされた。同年3得点を記録し、2得点目はファン選定年間最優秀ゴール準優勝に輝いた。
2021年1月26日にトップチームのホームグロウンとして登録された。5月2日にメジャーリーグサッカー初出場を記録、同クラブとしては史上初のホームグロウン選手出場となった。
2022年7月、エルパソ・ロコモティブFCにシーズン終了までのレンタルで移籍。
2024年2月19日、ラスベガス・ライツFCに買取オプション付きのレンタルで移籍。7月9日に買取オプションが行使され、完全移籍となった。

## 代表歴
2020年10月28日、16歳でドミニカ共和国代表に招集された。翌年1月19日に行われたプエルトリコ代表との親善試合にスターティングメンバーとして出場し17歳でA代表となった。
同年3月に東京オリンピック北中米カリブ海予選に臨むU-23代表に選出された。ドミニカ共和国代表唯一の得点を記録した。
同年11月にCONCACAF U-20選手権2022予選に臨むU-20代表に選出された。2得点を記録し本戦進出に貢献した。